# Neodon juldaschi
Neodon juldaschi е вид бозайник от семейство Хомякови (Cricetidae).

## Разпространение
Видът е разпространен в Афганистан, Киргизстан, Пакистан, Таджикистан, Узбекистан и Чили.